# Polnische Bracke
Die Polnische Bracke (Ogar Polski) ist eine von der FCI anerkannte polnische Hunderasse (FCI-Gruppe 6, Sektion 1.2, Standard Nr. 52).

## Herkunft und Geschichtliches
Im Rassestandard wird die Geschichte der Rasse zurückgeführt auf Jagdhunde im 11. Jahrhundert und es wird auf die lange Geschichte der Jagdhunde in Polen verwiesen. Außerdem wird dargestellt, dass es nach dem Zweiten Weltkrieg keine Zucht von Jagdhunden auf dem Gebiet des polnischen Staates gab und die Zucht der Polnischen Bracke 1959 im Zwinger z Kresów mit polnischen Jagdhunden, die aus dem heutigen Belarus importiert wurden, begann. 1964 wurde ein erster Rassestandard erstellt und 1966 bekam die Rasse die FCI-Nummer 52.

## Beschreibung
55 bis 65 cm großer und bis 32 kg schwerer Jagdhund von Typ Bracke, Schwarz mit rotbraunem Brand, dichtes, dickes Haar von mittlerer Länge und dichter Unterwolle. Die Ohren sind tief angesetzt; ziemlich lang, lappig.

## Verwendung
Die Polnische Bracke wird bei der Jagd eingesetzt, sie ist spurlaut. Außerdem wird sie als Familienhund gehalten, wobei im Standard ihre exzellente Eignung dazu betont wird.